# 御岳山 (青梅市)
御岳山（みたけさん）とは、東京都青梅市にある地名。郵便番号は198-0175。

## 概要
市域南西部に位置し、御岳山（標高929m）、境界には日の出山（標高902m）や、御前山・三頭山に並び奥多摩三山に選ばれ、トンガリ頭の独特な山容から「キューピー山」と呼称される大岳山（標高1,266m）が所在する。西部は西多摩郡奥多摩町、東部はあきる野市（旧・五日市町）、南部は檜原村に接する。秩父多摩甲斐国立公園に属する。

## 地理
地区全域が御岳山に含まれる。

## 歴史
「三田村の歴史」を参照。
- 1889年（明治22年）4月1日 - 町村制施行により、神奈川県西多摩郡沢井村下分、沢井村上分、二俣尾村、御岳村、御岳山が合併し西多摩郡三田村が成立。
- 1893年（明治26年）4月1日 - 西多摩郡が南多摩郡、北多摩郡と共に東京府へ編入。
- 1943年（昭和18年）7月1日 - 東京都制施行。（東京府廃止。）
- 1955年（昭和30年）4月1日 - 吉野村、小曽木村、成木村と共に青梅市へ編入され、消滅。大字御岳山は三田地区（後に沢井地区）に属する。
- 1987年（昭和62年） - 青梅市立第六小学校御岳分校廃校。

## 世帯数と人口
2021年（令和3年）3月1日現在の世帯数と人口は以下の通りである。
| 町丁   | 世帯数 | 人口  |
| ------ | ------ | ----- |
| 御岳山 | 40世帯 | 124人 |

## 小・中学校の学区
市立小・中学校に通う場合、学区は以下の通りとなる。
| 町丁   | 番地 | 小学校             | 中学校           |
| ------ | ---- | ------------------ | ---------------- |
| 御岳山 | 全域 | 青梅市立第六小学校 | 青梅市立西中学校 |

※同地からの通学にはケーブルカー、バス、電車を使用。

## 消防
- 青梅市消防団分団[6]
  - 第五分団 - 沢井地区

## 施設
- 武蔵御嶽神社
- 御岳山リフト
- 東京都御岳ビジターセンター（御岳分校跡地）

## 交通
- 御岳登山鉄道（ケーブルカー） - 御岳山駅